# بن شكاو
بن شكاو بلدية من بلديات دائرة وزرة بولاية المدية الجزائرية، تبعد عنها حوالي 12 كم من بين أغنى مدن المدية، تشتهر بخيراتها من التفاح والعنب والتين والكرز... كما تشتهر بجمال شوارعها ونظافة أحيائها العصرية، بها كل متطلبات الحياة العصرية (محلاتا تجارية، مستشفى، الدرك الوطني، الحرس البلدي، ثانوية، متوسطة، صيدلية....الخ) وسكانها يمتازون باللطافة وحسن الضيافة، كرمهم لا يوصف بها حديقة للالعاب والتسلية تم انشائها حديثا وهي حديقة رائعة يزورها الجزائريون من كل الولايات لموقعها الجميل والمرتفع.
و من أهم المناطق التابعة لبلدية بن شكاو نجد: دار الطفولة، حي ماسكوني، الباصور، بوسبسي، عين عيسى، الزاوية، اولاد عمران، اولاد العربي، بياتة....
و لعل بوسبسي أو ما يعرف إداريا بحي اللواتة الفواقة من أكبر المناطق التابعة للبلدية، فهو ملتقى لكل أبناءالاحياء والمناطق الأخرى مثل بياتة واولاد العربي واولاد عمران...، يتميز اهله باللطف والجود والكرم، كما أن كل خريف ينظم فيه سوق للفواكه وخاصة الباكور، والتين، العنب، التفاح، البرقوق...... يجتمع في هذا السوق الكثير من تجار الجملة من مختلف الولايات: الجزائر، البليدة، تيبازة، البويرة، تيزي وزو، عين الدفلى، المسيلة، الجلفة...بل وحتى من ورقلة والأغواط. كما أن البيع بالتجزئة موجود فيه هو الآخر